# ذيسان، بلاد الروس

تعديل مصدري - تعديل

ذيسان هي إحدى قرى مديرية بلاد الروس التابعة لمحافظة صنعاء اليمنية، بلغ تعداد سكانها 1318 نسمة حسب أحصائيات عام 2004.